# A4Tech
A4TECH (['eɪfɔərtek]) — тайваньская компания, производитель периферийных устройств для персонального компьютера.
Компания A4TECH была основана в 1987 году Робертом Ченгом. Первым направлением деятельности компании стало производство компьютерных мышей.
В дальнейшем ассортимент выпускаемой продукции был пополнен другими видами компьютерной периферии.
С момента основания и по сегодняшний день компания является частной. Количество собственников и их доли в уставном капитале не разглашаются. Также компания не публикует отчёты о прибылях и убытках, данные об объёмах продаж и другую финансовую отчетность. Однако на официальном сайте компании указано, что в 2010 году компанией было реализовано более 80 млн периферийных устройств (без указания объёма продаж в денежном выражении).
На рынках стран СНГ продукция компании присутствует с 1990 года. В 2012 году продажи на российском рынке занимали второе место в общем объёме продаж компании A4TECH, уступая только китайскому.

## Продукты
Периферийные устройства для ПК:
- Клавиатуры, мыши (проводные, беспроводные, Bluetooth-модели).
- Веб-камеры
- Активные акустические системы для ПК, формата 2.0 и 2.1.
- Гарнитуры, со встроенным микрофоном и без него.
- Продукты, ориентированные на геймеров

## Производство
Производство расположено в китайском округе Дунгуань в рабочих посёлках:
- Фэнган — площадь производства 100 000 м2
- Хумэнь — площадь производства 40 000 м2

Общая численность сотрудников порядка 4 тыс. человек. Разработкой новых продуктов занимаются около 200 инженеров.
Совокупный объём производства составляет более 3 млн устройств в месяц.

## Руководство
С момента основания компании её бессменным руководителем является Роберт Ченг.

## Структура
- Новый Тайбэй, Тайвань (штаб-квартира)
- Дунгуань, КНР (фабрика)
- Чино, США (филиал)[6]

## Интересные факты
Манипуляторы A4TECH в 2010 году являлись официальными манипуляторами российского финала World Cyber Games.